# Homero Richards
Homero Richards (ur. 8 czerwca 1976 roku w Meksyku) – meksykański kierowca wyścigowy.

## Kariera
Richards rozpoczął karierę w międzynarodowych wyścigach samochodowych w 1995 roku od startów w Meksykańskiej Formule 3, gdzie jednak nie zdobywał punktów. W późniejszym okresie Meksykanin pojawiał się także w stawce Indy Lights Panamericana, Formuły Renault 2000 Copa Corona, edycji zimowej Formuły Renault 2.0 Fran-Am, Europejskiego Pucharu Formuły Renault 2.0, Amerykańskiej Formuły Renault 2000, Francuskiej Formuły Renault 2.0, Champ Car,  Desafío Corona, Panam GP Series, NASCAR Mexico Series, Latam Challenge Series, NASCAR México Corona Series, NASCAR Toyota Series oraz Formuły PANAM.
W Champ Car Richards wystartował w 2005 roku. Wyścig w Meksyku ukończył na szesnastej pozycji. Uzbierane pięć punktów dało mu 28 miejsce w klasyfikacji generalnej.